# Der Lehrer (Fernsehserie)
Der Lehrer ist eine deutsche Dramedy-Fernsehserie über den Lehrer Stefan Vollmer, den Hendrik Duryn verkörpert. Nach Stefan Vollmers Abschied übernimmt David Ritter, der von Simon Böer gespielt wird. Die erste Staffel der Serie wurde bereits 2007 für den Sender RTL produziert, kam jedoch erst 2009 ins Programm. Ähnlich war es bei der zweiten, die im Sommer 2012 entstand und deren Ausstrahlung im Dezember 2013 begann. In den folgenden Jahren war jeweils eine weitere Staffel zu sehen.
Im April 2021 gab RTL-Fiction-Chef Hauke Bartel bekannt, dass man keine zehnte Staffel in Auftrag geben wird und die Serie somit nach 98 Folgen endet. Im Februar 2025 gab RTL überraschend bekannt, dass Der Lehrer mit einer zehnten Staffel bestehend aus sechs neuen Folgen Anfang 2026 zurückkehrt.

## Handlungsübersicht
Die Serie handelt von Stefan Vollmer, einem Lehrer für Deutsch, Chemie und Sport. Nach zehn Jahren Abwesenheit kehrt er wieder in den Schuldienst zurück. Schon bald entpuppt sich sein neuer Arbeitsplatz, die Gesamtschule Georg Schwerthoff, als Problemzone. In den Fluren herrscht Anomie und Stefan Vollmer wird bald als Experte für den G-Kurs abgestellt, bei dem es sich um die chaotischste Klasse der ganzen Schule handelt. Mit alternativen, unkonventionellen Methoden und einer anderen Umgangsweise bringt er jedoch schon bald die Schüler hinter sich und schafft es, nach und nach deren Einstellung gegenüber der Schule zu verändern.

### Staffel 2
Als mit Beginn der zweiten Staffel die Lehrerin Karin Noske  an die Schule kommt, bahnt sich langsam eine Romanze zwischen ihr und Vollmer an. Am Ende der Staffel will sie mit ihrem Lebensgefährten nach Boston in die USA ziehen, entscheidet sich aber im letzten Moment doch dafür, in Deutschland zu bleiben. Das bekommt jedoch Stefan Vollmer nicht mit, der – ebenfalls im letzten Moment – auch ein Ticket für das Flugzeug kauft, um ihr seine Liebe zu gestehen. In dieser Staffel erfährt Vollmer außerdem, dass er einen unehelichen schwulen Sohn hat.

### Staffel 3
Zu Beginn der dritten Staffel brennt die benachbarte Hauptschule ab, so dass die Schüler dieser Schule nun auch auf der Gesamtschule unterrichtet werden. Die Romanze zwischen Stefan Vollmer und Karin Noske erfährt ein kontinuierliches Auf und Ab, bis sie sich am Ende küssen und zusammenkommen. In der vierten Staffel setzt sich das Auf und Ab fort.

### Staffel 4
Im Laufe der vierten Staffel erfährt man, dass Direktor Günther Rose eine Tochter hat, zu der er viele Jahre wegen seines Alkoholproblems keinen Kontakt hatte. Des Weiteren endet für Vollmers G-Kurs die Schulzeit mit ihrem erfolgreichen Abschluss und nach den Sommerferien beginnt ein neues Schuljahr mit einer neuen Klasse, dem Oberstufenkurs.

### Staffel 5
Karin Noske nimmt eine Rektorenstelle in Lemgo an und tritt diese zu Beginn der fünften Staffel an. Sie ist schwanger, weiß jedoch nicht, ob von Vollmer oder seinem besten Freund Michael, da sie während der Beziehung mit Michael einmal Geschlechtsverkehr mit Vollmer hatte. Sie kommt wieder mit Vollmer zusammen und kehrt zurück an die Schule nach Köln, wo ihre Mutter inzwischen eine Beziehung mit Rose begonnen hat. Die fünfte Staffel endet mit der Geburt des Babys in der Schule und den beiden Vätern, die die Nabelschnur durchschneiden sollen.

### Staffel 6
Zu Beginn der sechsten Staffel klärt sich die Vaterschaft, Vater ist Michael. Patrick Petzold (Eugen Bauder) kommt als neuer Kollege an die Georg-Schwerthoff-Gesamtschule. Er ist von Karin angetan, kann seine Gefühle ihr gegenüber aufgrund der Beziehung mit Stefan aber nicht zeigen. Zwischenzeitlich bestätigt er eine Vermutung Noskes, homosexuell zu sein. Stefan durchschaut ihn und verlangt, dass er es Karin selbst beichtet. Letztlich kann er ihr seine Heterosexualität erst durch einen Kuss beweisen. Zu Ende der Staffel wollen Stefan und Karin heiraten. Es kommt jedoch zu einem Gasleck im Hochzeitszelt, das zu einer Explosion führt. Cliffhängenderweise wird offen gelassen, ob alle dieses Unglück überlebt haben.

### Staffel 7
Am Anfang der siebten Staffel stellt sich heraus, dass Karin sich durch die Explosion an die letzten drei Jahre nicht mehr erinnern kann. Stefans Versuche, ihre Erinnerung durch den Besuch prägnanter Orte wiederzubeleben, scheitern. Erst auf dem Abschlussball des Abiturjahrgangs kann Karin sich wieder erinnern, als ihr bewusst wird, dass sie Tango kann und Stefan liebt. Im weiteren Verlauf der Staffel versöhnt sich Stefan mit seiner Mutter, nachdem ihm bewusst wird, dass er sie nach dem Tod seines Vaters, zu dem er eine sehr enge Bindung hatte, ungerechterweise weggestoßen hat. Bei einem Schulexperiment, bei dem die Blutgruppen von Michael und Frida bestimmt werden, kommt heraus, dass Michael nicht der Vater von Frida sein kann. Ein weiterer Test bestätigt dann, dass Stefan der Vater ist. Ebenfalls stellt sich heraus, dass Karin an einer unheilbaren Form von Schilddrüsenkrebs leidet. Am Ende der siebten Staffel stirbt Karin schließlich daran. Ein Zeitsprung erfolgt, fünf Jahre später. Jonas, Stefans Sohn, ist mittlerweile Lehrer geworden und wohnt zusammen mit Stefan und Frida in dem Haus. Stefan findet durch Zufall einen USB-Stick mit einer Nachricht von Karin, wo sie sich bei ihm für alles bedankt.

### Staffel 8
Staffel 8 beginnt 5 Jahre nach dem Tod von Karin Vollmer in Staffel 7: Frida, die Tochter von Stefan Vollmer und Karin, ist inzwischen sechs Jahre alt und wird in die Grundschule eingeschult. Stefan lernt in der ersten Folge eine junge Frau namens Sara kennen, mit der er einen One Night Stand eingeht. Später erfährt Vollmer, dass Sara ein ähnliches Schicksal teilt wie er. Am Ende der dritten Folge zieht Stefans Sohn Jonas Burmeister aus dem Hause Vollmer aus und verlässt die Serie. Wie üblich, kümmert sich Stefan um die Notlagen seiner Schüler, unter anderem bei Themen wie Umweltschutz, vorgetäuschter Taubheit, Ausgrenzung und noch einige mehr. Doch auch Stefan wird immer noch von der Trauer um seine geliebte Karin verfolgt, lässt sich äußerlich jedoch nie wirklich etwas anmerken. Die Trauer bleibt auch weiterhin im Verlauf der Serie bestehen. Barbara und Karl haben inzwischen einen Sohn namens Luke und gegen Ende der Staffel wird Barbara mit einem Mädchen schwanger. Nachdem aus Stefan und Sara nichts geworden ist, geht er eine kleine On-Off-Beziehung mit Fridas Klassenlehrerin Rebecca ein, doch die Trauer um Karin macht ihm eine neue Beziehung noch nicht möglich.
In der letzten Folge kommt es zum emotionalen Höhepunkt der Staffel: Stefan wird unter einer Fliegerbombe aus dem Zweiten Weltkrieg eingeklemmt. Sara kommt hinzu und versucht, die Bombe zu entschärfen – was dann auch gelingt. Die Staffel endet damit, dass Stefan Frida liebevoll umarmt und seinen traurigen Gefühlen nachgibt und anfängt zu weinen.

### Staffel 9
Die neunte und letzte Staffel beginnt kurz nach den Ereignissen aus Staffel 8. Nach dem Bombenfund in der Georg-Schwerthoff-Gesamtschule mussten Schüler und Lehrer notgedrungen ins Karoliner Gymnasium umziehen. Die rivalisierenden Schulen tun sich schwer, unter einem Dach zusammen zu leben. Stefan Vollmer hilft natürlich wieder einigen seiner Schüler, hat aber auch noch sehr an seiner Vergangenheit zu knabbern. Deshalb fasst er den Entschluss, neue Türen aufzustoßen und das alte hinter sich zu lassen. Nachdem er sich mit dem Tod seines Vaters in seiner Jugend auseinandergesetzt und verabschiedet hat, trifft er die Entscheidung, die GSG endgültig zu verlassen, um mit seiner Tochter Frida ein neues Leben anzufangen. In der darauffolgenden Folge stehen die restlichen Lehrer der GSG den Problemen der Schüler alleine gegenüber und merken erst jetzt richtig, wie sehr der Vollmer fehlt. Als Stefan Vollmers Nachfolger kommt der Mathe- und Physiklehrer David Ritter an die GSG, der ausgerechnet der Ex-Mann von Melanie Flemming, der Direktorin des Karoliner-Gymnasiums ist. Er tut sich anfangs eher schwer damit, die Probleme der Schülerinnen und Schüler zu lösen. Außerdem hat er alle Hände voll damit zu tun, wieder einen guten Kontakt mit seinem Sohn Julius zu knüpfen. Doch mit der Zeit kommt er gut damit zurecht, er hilft Andres bei seinem Traumberuf und muss verhindern, dass sich Kiko was antut, da eine schlimme Kindheitserinnerung in ihm wieder aufgelebt ist. Die Staffel und Serie endet damit, dass David Ritter endgültig in der Georg-Schwerthoff-Gesamtschule ankommt und dort weiterhin Lehrer bleiben will.

## Besetzung
● Hauptrolle, (N) Nebenrolle, (G) Gastrolle
| Rolle                        | 1 | 2 | 3   | 4   | 5   | 6 | 7   | 8 | 9   | 10 |
| ---------------------------- | - | - | --- | --- | --- | - | --- | - | --- | -- |
| Stefan Vollmer               | ● | ● | ●   | ●   | ●   | ● | ●   | ● | ●   | ●  |
| Elmar Kreisel                | ● |   |     |     |     |   |     |   |     |    |
| Günther Rose                 | ● | ● | ●   | ●   | ●   | ● | ●   | ● | ●   |    |
| Veronika Bäumler             | ● |   |     |     |     |   |     |   |     |    |
| Karl Sievers                 | ● | ● | ●   | ●   | ●   | ● | ●   | ● |     |    |
| Anita Herenberg              | ● |   |     |     |     |   |     |   |     |    |
| Ute Kreisel                  | ● |   |     |     |     |   |     |   |     |    |
| Karin Vollmer (geb. Noske) † |   | ● | ●   | ●   | ●   | ● | ●   |   |     |    |
| Rüdiger Matuschek            |   | ● | (G) |     |     |   |     |   |     |    |
| Barbara Knopmacher           |   |   | ●   | ●   | ●   | ● | ●   | ● | ●   |    |
| Emma Dehler                  |   |   |     | (G) | (G) |   | (G) | ● | ●   |    |
| Frida Vollmer                |   |   |     |     |     |   |     | ● | (N) |    |
| Melanie Flemming             |   |   |     |     |     |   |     |   | ●   |    |
| David Ritter                 |   |   |     |     |     |   |     |   | ●   |    |
| Julius Flemming              |   |   |     |     |     |   |     |   | ●   |    |

| Schauspieler            | Rollenname                   | Zeitraum (Staffel)                     | Bemerkungen (Rolle)                                                                                                   |
| Hauptdarsteller 1       |                              |                                        | |
| Hendrik Duryn           | Stefan Vollmer               | 1.01–9.03, 10.01–                      | Lehrer für Chemie, Deutsch und Sport, Witwer von Karin Vollmer, Vater von Jonas und Frida                             |
| Lars Gärtner            | Elmar Kreisel                | 1.01–1.09                              | Lehrer |
| Ulrich Gebauer          | Günther Rose                 | 1.01–9.13                              | Lehrer, Rektor (S2–9), Freund von Claudia Prange, Ex-Freund von Charlotte Noske                                       |
| Antje Widdra            | Veronika Bäumler             | 1.01–1.09                              | Lehrerin |
| Rainer Piwek            | Karl Sievers                 | 1.01–8.10                              | Lehrer, Mann von Barbara Knopmacher, Vater von Luke, befindet sich in Elternzeit                                      |
| Andrea Bürgin           | Anita Herenberg              | 1.01–1.09                              | Rektorin |
| Katja Liebing           | Ute Kreisel                  | 1.01–1.09                              | Frau von Elmar Kreisel                                                                                                |
| Jessica Ginkel          | Karin Vollmer (geb. Noske) † | 2.01–7.10                              | Lehrerin, stellv. Rektorin, Frau von Stefan Vollmer, Mutter von Frida, Tochter von Charlotte, Ex-Freundin von Michael |
| Matthias Klimsa         | Rüdiger Matuschek            | 2.01–3.02                              | Lehrer |
| Nadine Wrietz           | Barbara Knopmacher           | 3.01–9.13                              | Lehrerin, Frau von Karl Sievers, Mutter von Luke                                                                      |
| Zsá Zsá Inci Bürkle     | Emma Dehler                  | 4.11, 5.03, 5.12–5.13, 7.08–9.13       | ehemalige Schülerin, Referendarin (S8–9), Ex-Freundin von Simon                                                       |
| Leni Säugling           | Frida Vollmer                | 8.01–9.03                              | Tochter von Stefan und Karin Vollmer, Halbschwester von Jonas, Enkelin von Charlotte                                  |
| Hanna Barbara Jurgons   | Frida Vollmer                | 10.01–                                 | Tochter von Stefan und Karin Vollmer, Halbschwester von Jonas, Enkelin von Charlotte                                  |
| Claudia Hiersche        | Melanie Flemming             | 9.01–9.13                              | Rektorin des Karoliner-Gymnasium, Ex-Frau von David Ritter, Mutter von Julius                                         |
| Simon Böer              | David Ritter                 | 9.04–9.13                              | Lehrer für Mathe und Physik, Ex-Mann von Melanie Flemming, Vater von Julius                                           |
| Milon Böer              | Julius Flemming              | 9.05–9.13                              | Schüler, Sohn von David Ritter und Melanie Flemming                                                                   |
| Birte Hanusrichter      | Nadia                        | 10.01–                                 | Nachbarin von Stefan                                                                                                  |
| Tanja Schleiff          | Vanessa Bohm                 | 10.01–                                 | Rektorin an Stefans neuer Schule                                                                                      |
| Erwachsenendarsteller   |                              |                                        | |
| Frank Voß               | Holger Wenker                | 1.01–2.01                              | Lehrer |
| Florian Odendahl        | Dr. Christoph Neumann        | 2.01–2.08, 7.01                        | Freund von Karin, Arzt                                                                                                |
| Antje Lewald            | Frau Cornelius               | 2.02–9.04                              | Sekretärin |
| Andrea L’Arronge        | Charlotte Noske              | 2.05–6.05                              | Mutter von Karin, Großmutter von Frida, Ex-Freundin von Günther Rose                                                  |
| Merlin Rose             | Jonas Burmeister             | 2.07, 3.09, 5.07, 7.03–7.04, 7.10–8.03 | ehemaliger Schüler, Sohn von Stefan, Halbbruder von Frida, Lehrer (S8)                                                |
| Sebastian Baumgart      | Mats Müller                  | 3.08–3.09                              | Referendar |
| Gabriel Merz            | Michael Jäger                | 4.06–7.10                              | Anwalt, guter Freund von Stefan, Ex-Freund von Karin                                                                  |
| Bernd-Christian Althoff | Dr. Franke                   | 5.02–7.10                              | Frauenarzt |
| Renate Krößner          | Inga Vollmer                 | 5.10–5.11, 7.04–7.06                   | Mutter von Stefan |
| Dagny Dewath            | Julia Mai                    | 5.13–7.03, 9.03                        | Schulamtsleiterin |
| Eugen Bauder            | Patrick Petzold              | 6.01–6.12                              | Lehrer |
| Birthe Wolter           | Iris                         | 6.08–7.07                              | Freundin von Karin, Verhältnis von Michael                                                                            |
| Anne Moll               | Claudia Prange               | 7.02–9.10                              | Beisitzerin im Förderverein, Freundin von Günther Rose                                                                |
| Liane Forestieri        | Rebecca Mojciechowski        | 8.01–8.10                              | Lehrerin von Frida |
| Julius Forster          | Simon Ruf                    | 8.01–8.10, 9.04–9.13                   | Schulbegleiter, FSJler, Lehrer (S9), Ex-Freund von Emma                                                               |
| Timo Dierkes            | Curt Bouvier                 | 9.04–9.06, 9.09, 9.11, 9.13            | Lehrer |
| Schülerdarsteller       |                              |                                        | |
| Sebastian Bender        | Benny Wasilewski             | 1.01–1.09                              | Schüler |
| Friedrich Brockmann     | Kevin                        | 1.01–1.09                              | Schüler |
| Farbod Borhanazad       | Ahmed                        | 1.01–1.09                              | Schüler |
| Nadja Mühlenbach        | Britta                       | 1.01–1.09                              | Schülerin |
| Susan Hoecke            | Corinna Sabic                | 1.01–1.02, 1.07–1.08                   | Schülerin |
| Sophie Steinbüchel      | Lena                         | 2.01–2.08                              | Schülerin |
| Zejhun Demirov          | Mehmet Yilmaz                | 2.01–4.06, 5.09                        | Schüler |
| Daniel Rodic            | Cem                          | 2.02–2.04, 3.07, 5.06, 6.09, 9.03      | Schüler |
| Jan-David Bürger        | Mirko                        | 2.02–2.08                              | Schüler |
| Patrick Mölleken        | Moritz Schenker              | 2.02, 2.04–2.05, 9.02                  | Schüler |
| Carolin von der Groeben | Leonie                       | 2.02–2.08                              | Schülerin |
| Anna Florkowski         | Alina                        | 3.01–5.13                              | Schülerin |
| Aram Arami              | Jamil Abu-Khalil             | 3.01–4.06                              | Schüler |
| Pauline Angert          | Natascha                     | 3.01–4.06                              | Schülerin |
| Rouven David Israel     | Ludger                       | 3.01–4.06                              | Schüler |
| Jasper Smets            | Marvin                       | 3.01–3.10                              | Schüler |
| Markus Roland           | Jan Lindner                  | 1.04, 1.05                             | ehemaliger Schüler, Drogendealer, Nachtclubbetreiber                                                                  |
| Gerrit Klein            | Jan Lindner                  | 3.10, 4.12                             | ehemaliger Schüler, Drogendealer, Nachtclubbetreiber                                                                  |
| Jascha Rust             | Tom Harbacher                | 4.01–4.06                              | Schüler |
| Sinje Irslinger         | Nikki                        | 4.01–5.11                              | Schülerin |
| Vita Tepel              | Hanna Schilling              | 4.02, 4.08–4.09, 4.12                  | Schülerin |
| Sven Gielnik            | Bela Koslowski               | 4.06–5.11                              | Schüler |
| Matti Schmidt-Schaller  | Ole                          | 4.06, 4.11, 5.07, 7.07                 | Schüler |
| Janosch Lencer          | Jens                         | 4.08–5.13                              | Schüler |
| Samuel Prost            | Robin                        | 4.08–4.13                              | Schüler |
| Béla Gabor Lenz         | Oleg Sobolew                 | 4.13–5.11                              | Schüler |
| Julius Nitschkoff       | Luis Schmitz                 | 5.01–5.13, 6.03                        | Schüler |
| Julius Nitschkoff       | Luis Schmitz                 | 9.03, 9.09–9.13                        | ehemaliger Schüler |
| Mascha von Kreisler     | Melanie                      | 5.01–7.10                              | Schülerin |
| Cosima Henman           | Dunja Baum                   | 5.01–7.10                              | Schülerin |
| Jeanne Goursaud         | Bibi                         | 5.01–7.10                              | Schülerin |
| Samy Abdel Fattah       | Güney                        | 5.01–7.10                              | Schüler |
| Yannic Lippe            | Richard                      | 5.03, 6.10                             | Schüler |
| Nick Julius Schuck      | Clemens                      | 5.12                                   | Schüler |
| Nick Julius Schuck      | Max Krüger                   | 6.01, 7.01                             | Schüler |
| Lennart Betzgen         | Sascha Frege                 | 6.04–6.12                              | Schüler |
| Yvonne Pferrer          | Betty                        | 8.01–9.13                              | Schülerin |
| Taynara Wolf            | Tamika                       | 8.01–9.13                              | Schülerin |
| Melodie Wakivuamina     | Elani                        | 8.01–9.13                              | Schülerin |
| Jan Liem                | Kiko                         | 8.01–9.13                              | Schüler |
| Jonah Rausch            | Andres                       | 8.01–9.13                              | Schüler |
| Loïc Lopes              | Klaus                        | 8.01–9.13                              | Schüler |
| Kya-Celina Barucki      | Tilda                        | 10.01–                                 | Schülerin |
| Luke Matt Röntgen       | Max                          | 10.01–                                 | Schüler |
| Katharina Hirschberg    | Fee                          | 10.01–                                 | Schülerin |
| Acelya Sezer            | Eileen                       | 10.01–                                 | Schülerin |
| Leon Ndiaye             | Noah                         | 10.01–                                 | Schüler |
| Linus Moog              | Ronny                        | 10.01–                                 | Schüler |

### Gastdarsteller
Die Serie konnte einige bekannte Schauspieler für Gastrollen verpflichten. So waren u. a. Frederick Lau, Anna Stieblich, Marie Rönnebeck, Esther Esche, Yvonne de Bark, Sonja Baum, Guido Renner, Hans-Joachim Heist, Jannik Schümann, Almila Bagriacik, Mark Filatov, Sotiria Loucopoulos, Tilman Pörzgen, Kristo Ferkic, Xenia Georgia Assenza, Carolyn Genzkow, Lion Wasczyk, Claudia Mehnert, Dennis Mojen, Max Felder, Joyce Ilg, Nick Romeo Reimann, Marvin Linke, Kathrin Ackermann, MoTrip, David Meier, Henriette Nagel, Andreas Hoppe, Tijan Njie, Janek Rieke und Miriam Lahnstein in einer oder mehreren Folgen zu sehen.

## Hintergrund

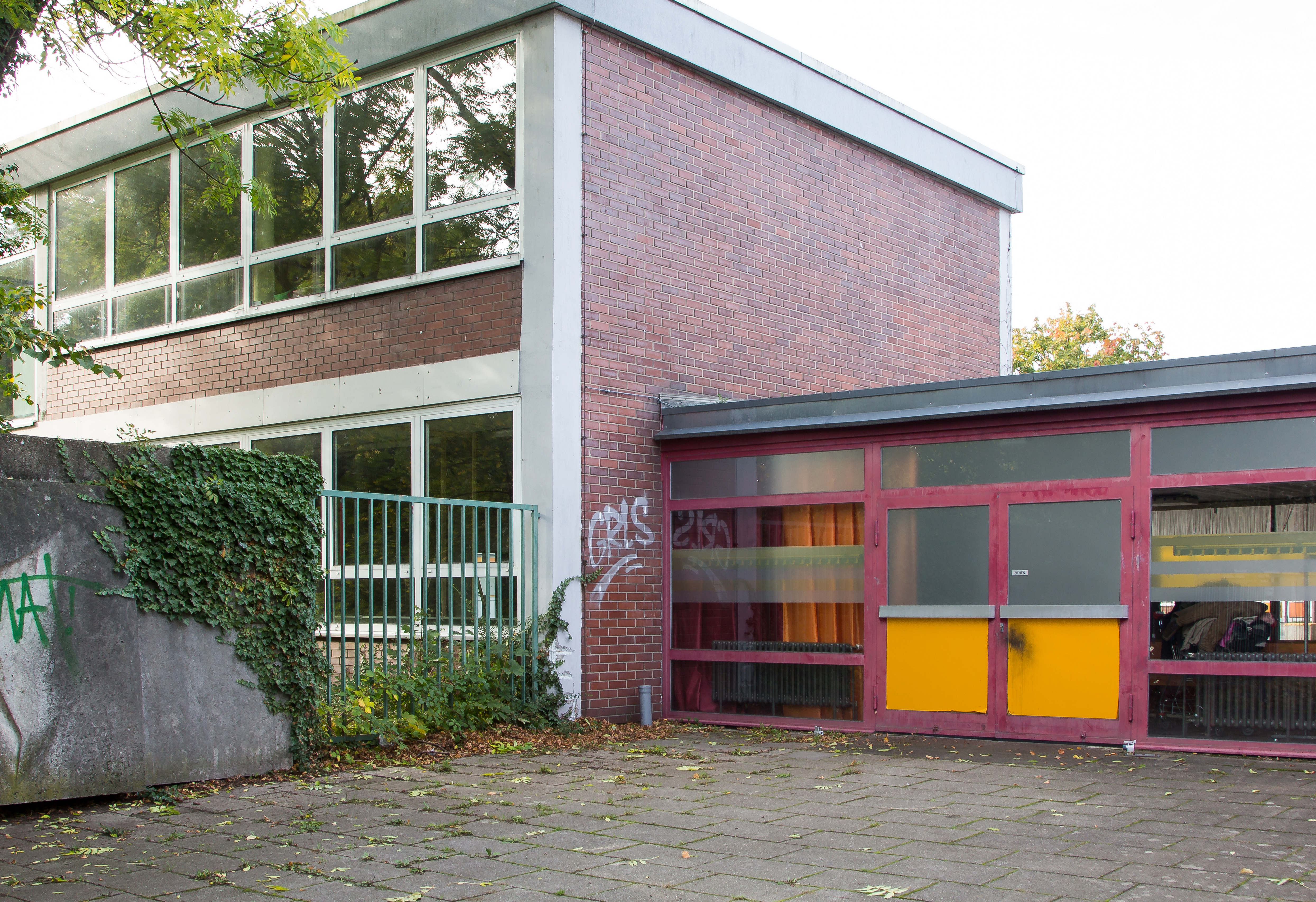
Die in Worringen war von Staffel 2 bis Staffel 8 der Drehort der Serie

### Produktion
Die erste Staffel der Serie wurde bereits 2007 produziert, jedoch erst zwei Jahre später erstausgestrahlt, da angeblich das Interesse des Publikums fehlte. Bei der Erstausstrahlung wurden die ungefähr halbstündigen Folgen in Doppelblocks gesendet. Die Dreharbeiten fanden teilweise in der alten Gesamtschule Rodenkirchen im gleichnamigen Kölner Stadtteil statt, die 2009 durch einen Neubau ersetzt wurde. Die weiteren Folgen der ersten Staffel wurden v. a. in der Lise-Meitner-Gesamtschule in Köln-Porz gedreht.
Im Jahr 2011 entschied man sich bei RTL zu einer Fortsetzung der Serie, wobei die neuen Folgen nicht in der Länge von rund 25 Minuten netto, sondern in der gewöhnlichen Serien-Länge von 45 Minuten produziert werden. Die Dreharbeiten zur zweiten Staffel fanden von April bis August 2012 in der ehemaligen Gemeinschaftshauptschule Worringen in Köln statt. Neben Darstellern aus der ersten Staffel sind in den neuen Folgen Jessica Ginkel und Matthias Klimsa zu sehen. Im Juni 2014 wurde die Serie um eine dritte Staffel verlängert, die aus zehn Folgen besteht. Einen Monat vor Ende der Ausstrahlung der dritten Staffel, Anfang Februar 2015, bestellte RTL bereits eine aus 13 Folgen bestehende vierte Staffel der Serie. Die Dreharbeiten zu dieser dauerten von Ende Juni 2015 bis Dezember 2015. Im Januar 2016 verkündete RTL, dass die Serie mit einer fünften Staffel fortgesetzt werden soll.
Matthias Klimsa, der in der 2. Staffel Stefan Vollmers Kollegen und besten Freund Rüdiger Matuschek darstellte, hatte in der 3. Staffel nur noch in den ersten zwei Folgen einen Auftritt. Danach war er in der Serie nicht mehr zu sehen. Gründe wurden nicht genannt.
Seit der 3. Staffel ist auch Nadine Wrietz als Barbara Knopmacher Bestandteil des Lehrerkollegiums, die im Laufe der Zeit eine Beziehung mit dem Lehrer Karl Sievers (gespielt von Rainer Piwek) eingeht und diesen schließlich in der vierten Staffel heiratet.
Im September 2020 wurde bekannt, dass Darsteller Hendrik Duryn alias Stefan Vollmer die Serie nach der 9. Staffel verlassen wird. Wie RTL im Oktober 2020 bekannt gab, wird Simon Böer die Hauptrolle des David Ritter im Laufe der 9. Staffel übernehmen. Drehort der 9. Staffel ist die ehemalige Realschule in Bonn-Beuel, die als Kulisse für das Karoliner-Gymnasium dient, mit dem die GSG zu Staffelbeginn zusammengelegt wurde.
Nach Bekanntgabe, dass eine 10. Staffel in Auftrag gegeben wurde, berichtete Hendrik Duryn, dass die Produktion im Juli 2025 beginnen soll und eine Ausstrahlung frühestens ab Dezember denkbar wäre.

### Ausstrahlung
Die erste Staffel wurde vom 10. August bis zum 25. November 2009 gesendet. Die Ausstrahlung der zweiten Staffel erfolgte erst über vier Jahre später, vom 5. Dezember 2013 bis zum 30. Januar 2014. Die Ausstrahlung der zehnteiligen dritten Staffel begann am 8. Januar 2015 mit einer Doppelfolge und endete am 5. März 2015. Die Ausstrahlung der vierten Staffel begann am 7. Januar 2016 und stellte mit insgesamt 3,19 Millionen Zuschauern und einem Marktanteil von 17,5 % in der Zielgruppe einen neuen Rekord der Serie auf. Die letzte Folge der Staffel wurde am 30. März ausgestrahlt.
Bereits während der Ausstrahlung der 5. Staffel im Frühjahr 2017 gab RTL bekannt, dass ab Februar 2018 eine 6. Staffel mit 12 Folgen ausgestrahlt werden würde. Anfang Dezember 2017 wurde bekannt, dass die Ausstrahlung der Staffel am 4. Januar 2018 beginnen würde. Ebenso wurde im Dezember 2018 bekannt, dass die 7. Staffel ab 3. Januar 2019 ausgestrahlt würde. Die Ausstrahlung der 8. Staffel begann am 2. Januar 2020.
Im Juli 2020 verlängerte RTL die Serie um eine 13 Folgen umfassende 9. Staffel.

## Rezeption

### Einschaltquoten
| Einschaltquoten der Serie auf dem Free-TV-Privatsender RTL | Einschaltquoten der Serie auf dem Free-TV-Privatsender RTL | Einschaltquoten der Serie auf dem Free-TV-Privatsender RTL | Einschaltquoten der Serie auf dem Free-TV-Privatsender RTL | Einschaltquoten der Serie auf dem Free-TV-Privatsender RTL | Einschaltquoten der Serie auf dem Free-TV-Privatsender RTL | Einschaltquoten der Serie auf dem Free-TV-Privatsender RTL | Einschaltquoten der Serie auf dem Free-TV-Privatsender RTL           | Einschaltquoten der Serie auf dem Free-TV-Privatsender RTL |
| Staffel                                                    | Episoden                                                   | Sendezeitraum                                              | Einschaltquoten                                            | Einschaltquoten                                            | Einschaltquoten                                            | Einschaltquoten                                            | Sendeplatz                                                           | Quelle                                                     |
| Staffel                                                    | Episoden                                                   | Sendezeitraum                                              | Reichweite (ab 3 J. in Mio.)                               | Marktanteil (ab 3 J. in %)                                 | Reichweite (14–49 J. in Mio.)                              | Marktanteil (14–49 J. in %)                                | Sendeplatz                                                           | Quelle                                                     |
| ---------------------------------------------------------- | ---------------------------------------------------------- | ---------------------------------------------------------- | ---------------------------------------------------------- | ---------------------------------------------------------- | ---------------------------------------------------------- | ---------------------------------------------------------- | -------------------------------------------------------------------- | ---------------------------------------------------------- |
| 1                                                          | 8                                                          | 10. – 31. August 2009                                      | ⌀ 2,29 Mio.                                                | ⌀ 8,6 %                                                    | ⌀ 1,75 Mio.                                                | ⌀ 15,9 %                                                   | Montag 21:15 Uhr / Montag 21:45 Uhr                                  | [ 21 ]                                                     |
| 1                                                          | 1                                                          | 25. November 2009                                          | k. A.                                                      | k. A.                                                      | k. A.                                                      | k. A.                                                      | Mittwoch 4:25 Uhr                                                    |                                                            |
| 2                                                          | 8                                                          | 5. Dezember 2013 – 30. Januar 2014                         | ⌀ 2,72 Mio.                                                | ⌀ 8,7 %                                                    | ⌀ 1,66 Mio.                                                | ⌀ 13,9 %                                                   | Donnerstag 21:15 Uhr                                                 | [ 22 ]                                                     |
| 3                                                          | 10                                                         | 8. Januar 2015 – 5. März 2015                              | ⌀ 2,71 Mio.                                                | ⌀ 8,3 %                                                    | ⌀ 1,73 Mio.                                                | ⌀ 15,0 %                                                   | Donnerstag 20:15 Uhr / 21:15 Uhr (8. Jan. 2015) Donnerstag 20:15 Uhr | [ 23 ]                                                     |
| 4                                                          | 13                                                         | 7. Januar 2016 – 31. März 2016                             | ⌀ 3,05 Mio.                                                | ⌀ 9,3 %                                                    | ⌀ 1,97 Mio.                                                | ⌀ 17,3 %                                                   | Donnerstag 20:15 Uhr                                                 | [ 24 ]                                                     |
| 5                                                          | 13                                                         | 5. Januar 2017 – 30. März 2017                             | ⌀ 3,03 Mio.                                                | ⌀ 9,2 %                                                    | ⌀ 1,96 Mio.                                                | ⌀ 18,0 %                                                   | Donnerstag 20:15 Uhr                                                 | [ 25 ]                                                     |
| 6                                                          | 12                                                         | 4. Januar 2018 – 22. März 2018                             | ⌀ 3,06 Mio.                                                | ⌀ 9,3 %                                                    | ⌀ 1,90 Mio.                                                | ⌀ 18,0 %                                                   | Donnerstag 20:15 Uhr                                                 | [ 26 ]                                                     |
| 7                                                          | 10                                                         | 3. Januar 2019 – 7. März 2019                              | ⌀ 2,54 Mio.                                                | ⌀ 7,9 %                                                    | ⌀ 1,60 Mio.                                                | ⌀ 16,7 %                                                   | Donnerstag 20:15 Uhr                                                 | [ 27 ]                                                     |
| 8                                                          | 10                                                         | 2. Januar 2020 – 19. März 2020                             | ⌀ 2,32 Mio.                                                | ⌀ 7,2 %                                                    | –                                                          | ⌀ 15,5 %                                                   | Donnerstag 20:15 Uhr                                                 | [ 28 ]                                                     |
| 9                                                          | 13                                                         | 7. Januar 2021 – 8. April 2021                             | ⌀ 1,78 Mio.                                                | ⌀ 5,3 %                                                    | ⌀ 0,99 Mio.                                                | ⌀ 11,0 %                                                   | Donnerstag 20:15 Uhr                                                 | [ 29 ]                                                     |

### Auszeichnungen
- Bayerischer Fernsehpreis
  - 2019: Auszeichnung als beste Produzentin für Astrid Quentell
  - 2014: Nominierung in der Kategorie Bester Schauspieler in einer Serie oder Reihe für Hendrik Duryn
- Deutscher Comedypreis
  - 2009: Nominierung in der Kategorie Beste Comedyserie
  - 2014: Auszeichnung in der Kategorie Beste Comedyserie
  - 2016: Nominierung in der Kategorie Beste Comedyserie
- Deutscher Fernsehpreis
  - 2009: Auszeichnung in der Kategorie Beste Serie

## Ähnliche Serien
Als frühes Vorbild kann aufgrund konzeptioneller Ähnlichkeiten Unser Lehrer Doktor Specht betrachtet werden.
Eine inhaltlich ähnliche Serie mit dem Namen Der Turnlehrer gibt es in Russland. In Dänemark existiert die ähnliche Serie Rita, die in deutscher Sprache auf Netflix gezeigt wird.